# Eutropis longicaudata
Eutropis longicaudata är en ödleart som beskrevs av  Hallowell 1857. Eutropis longicaudata ingår i släktet Eutropis och familjen skinkar. Inga underarter finns listade i Catalogue of Life.